# Eleição municipal de Jandira em 2008
A eleição municipal de Jandira em 2008 foi o 10.º pleito eleitoral realizado na história do município. Ocorreu oficialmente em 5 de outubro e foi disputada em turno único, dado que Jandira por não ter 200 000 eleitores registrados e aptos ao voto, não atende ao critério eleitoral definido pelo inciso II do artigo n.º 29 da Constituição Federal para a realização de um 2.º turno caso nenhum dos candidatos a prefeito alcance maioria absoluta dos votos. Neste caso, o(a) vencedor(a) é escolhido por maioria simples.
Segundo dados do Tribunal Superior Eleitoral, 70 918 eleitores compunham o eleitorado jandirense apto a eleger 1 prefeito, 1 vice–prefeito e 11 vereadores para a Câmara Municipal em 2008.

## Candidaturas oficiais
| Nº | Nome            | Partido | Vice                  | Coligação                                                                                          | Situação   |
| -- | --------------- | ------- | --------------------- | -------------------------------------------------------------------------------------------------- | ---------- |
| 13 | Julinho         | PT      | Paulo Barufi (PV)     | Jandira seguindo em frente PT / PV / PRB / PP / PSC / PR / PSDC / PRTB / PHS / PTC / PCdoB / PTdoB | Não eleito |
| 15 | Doutor Sato     | PMDB    | Veínho (PMDB)         | partido isolado                                                                                    | Não eleito |
| 45 | Braz Paschoalin | PSDB    | Doutora Anabel (PSDB) | Coligação do Povão PSDB / PDT / PTB / DEM / PSB / PPS / PMN / PTN                                  | Eleito     |

## Cenário pré-eleitoral
Após 8 anos de mandato do então prefeito Paulinho Bururu, o diretório municipal do PT em Jandira lançou como candidato à sucessão do vereador à época Júlio Eduardo de Lima (mais conhecido como Julinho), visando obter mais um mandato para o partido e um controle inédito de 12 anos sobre o Poder Executivo municipal. Para disputar as eleições, as forças políticas de oposição se dividiram entre duas candidaturas majoritárias: a do ex-prefeito Braz Paschoalin (PSDB), figura controversa na cidade, e do médico e então vereador Doutor Sato, que conseguiu obter a indicação oficial do diretório do PMDB local.
Apesar de montar a maior coligação e deter o controle da máquina pública, a candidatura de Julinho (PT) sofreu desgastes públicos por conta de acusações de corrupção contra a gestão de Paulinho Bururu que envolviam o desvio de recursos da merenda das escolas municipais, distribuição de kits escolares no ano eleitoral, entre outras que resultaram em condenações posteriores. Paschoalin, por sua vez, também sofreu acusações de corrupção em mandatos anteriores, sendo que sua candidatura chegou a ser provisioriamente impugnada por ações impetradas no TRE pelo diretório municipal do PT.

## Resultados eleitorais

### Poder Executivo
| Candidatos a prefeito(a)   | Candidatos a prefeito(a) | Candidatos a vice-prefeito(a) | Votação | Votação     |
| Candidatos a prefeito(a)   | Candidatos a prefeito(a) | Candidatos a vice-prefeito(a) | Total   | Porcentagem |
| -------------------------- | ------------------------ | ----------------------------- | ------- | ----------- |
|                            | Braz Paschoalin (PSDB)   | Doutora Anabel (PSDB)         | 24 168  | 42,55%      |
|                            | Julinho (PT)             | Paulo Barufi (PV)             | 18 346  | 32,30%      |
|                            | Doutor Sato (PMDB)       | Veínho (PMDB)                 | 14 282  | 25,15%      |
| Total de votos válidos     | Total de votos válidos   | Total de votos válidos        | 56 796  | 56 796      |
| Votos apurados             |                          |                               |         |             |
| Votos válidos              | Votos válidos            | Votos válidos                 | 56 796  | 91,99%      |
| Votos em branco            | Votos em branco          | Votos em branco               | 2 192   | 3,55%       |
| Votos nulos                | Votos nulos              | Votos nulos                   | 2 754   | 4,46%       |
| Total de votos apurados    | Total de votos apurados  | Total de votos apurados       | 61 742  | 61 742      |
| Participação do eleitorado |                          |                               |         |             |
| Comparecimentos            | Comparecimentos          | Comparecimentos               | 61 742  | 87,06%      |
| Abstenções                 | Abstenções               | Abstenções                    | 9 176   | 12,94%      |
| Total de eleitores aptos   | Total de eleitores aptos | Total de eleitores aptos      | 70 918  | 70 918      |
| Fonte: Fundação SEADE      |                          |                               |         |             |

### Poder Legislativo
No sistema proporcional, pelo qual são eleitos os vereadores, o voto dado a um(a) candidato(a) é primeiro considerado para a coligação da qual o partido em que ele(a) é filiado(a) faz parte. O total de votos da coligação é o que define quantas cadeiras o partido terá. Definidas as cadeiras, os candidatos(as) mais votados(as) do partido são chamados a ocupá-las.
Abaixo encontram-se os candidatos a vereador eleitos, reeleitos e os que ficaram como suplentes para a 10.ª legislatura, iniciada em 1 de janeiro de 2009 e concluída em 31 de dezembro de 2012.
| N.º   | Candidato         | Coligação             | Votos obtidos | Porcentagem | Situação      |
| ----- | ----------------- | --------------------- | ------------- | ----------- | ------------- |
| 13610 | Zezinho do PT     | PT / PRB / PSC        | 2 490         | 4,33%       | Reeleito(a)   |
| 13613 | Gê                | PT / PRB / PSC        | 2 189         | 3,80%       | Reeleito(a)   |
| 45610 | Betinho           | PSDB / PPS            | 1 689         | 2,93%       | Reeleito(a)   |
| 45123 | Cebolinha         | PSDB / PPS            | 1 604         | 2,79%       | Reeleito(a)   |
| 25122 | Marcelinho        | DEM / PTB             | 1 497         | 2,60%       | Eleito(a)     |
| 19123 | Gerson Cerqueira  | PTN / PMN             | 1 493         | 2,59%       | Eleito(a)     |
| 14789 | Soldé             | DEM / PTB             | 1 470         | 2,55%       | Reeleito(a)   |
| 25111 | Altamir Mi        | DEM / PTB             | 1 360         | 2,36%       | Suplente      |
| 13604 | Maura             | PT / PRB / PSC        | 1 187         | 2,06%       | Eleito(a)     |
| 40123 | Wesley Teixeira   | PSB / PDT             | 1 177         | 2,05%       | Reeleito(a)   |
| 12222 | Wilson Coelho     | PSB / PDT             | 1 138         | 1,98%       | Eleito(a)     |
| 22622 | Ganso             | PR / PCdoB / PTdoB    | 1 116         | 1,94%       | Não eleito(a) |
| 14412 | Ivo do Gás        | DEM / PTB             | 1 080         | 1,88%       | Suplente      |
| 45633 | Henrique          | PSDB / PPS            | 1 047         | 1,82%       | Suplente      |
| 19789 | Gilberto da Viela | PTN / PMN             | 1 008         | 1,75%       | Suplente      |
| 15033 | Gério             | PMDB                  | 930           | 1,62%       | Não eleito(a) |
| 11500 | Luís do Gás       | PP / PV / PSDC / PRTB | 891           | 1,55%       | Não eleito(a) |
| 12628 | Aloísio           | PSB / PDT             | 861           | 1,50%       | Suplente      |
| 15678 | Doutor Juan       | PMDB                  | 845           | 1,47%       | Não eleito(a) |
| 12300 | Mineiro           | PSB / PDT             | 816           | 1,42%       | Suplente      |
| 22123 | Zé Neto           | PR / PCdoB / PTdoB    | 763           | 1,33%       | Eleito(a)     |

## Repercussão pós-eleitoral
Em 5 de outubro de 2008, o ex-prefeito Braz Paschoalin sagrou-se vencedor do pleito após obter 24 168 votos, o equivalente a 42,55% dos votos válidos. Sua vitória chegou a ser anulada através de uma liminar concedida pelo ministro do Tribunal Superior Eleitoral Eros Grau, sob a alegação de que a prestação de contas de seu 2.º mandato, referentes aos anos de 1999 e 2000, foram rejeitadas pelo Tribunal de Contas do Estado de São Paulo. A ação de impugnação foi proposta pelo Ministério Público do Estado de São Paulo e pelo vereador à época Reginaldo Camilo dos Santos (mais conhecido como Zezinho do PT). Em decorrência disso, Julinho (PT) e seu companheiro de chapa Paulo Barufi (PV) chegaram a ser diplomados como prefeito e vice–prefeito eleitos.
No final de 2008, entretanto, Paschoalin conseguiu cassar a liminar e garantir sua posse como o 10.º prefeito de Jandira, cujo mandato iniciado em 1 de janeiro de 2009 não conseguiu concluir por conta de seu assassinato em 10 de dezembro de 2010. Em razão disso, a vice-prefeita eleita Doutora Anabel foi quem acabou sucedendo-o no exercício do mandato até sua conclusão em 31 de dezembro de 2012.